# إيمي كاتلر
إيمي كاتلر (بالإنجليزية: Amy Cutler)‏ هي فنانة أمريكية، ولدت في 1974 في بكبسي في الولايات المتحدة.